# Mark (gemeindefreies Gebiet)

Lage des gemeindefreien Gebiets Mark im Landkreis Erlangen-Höchstadt

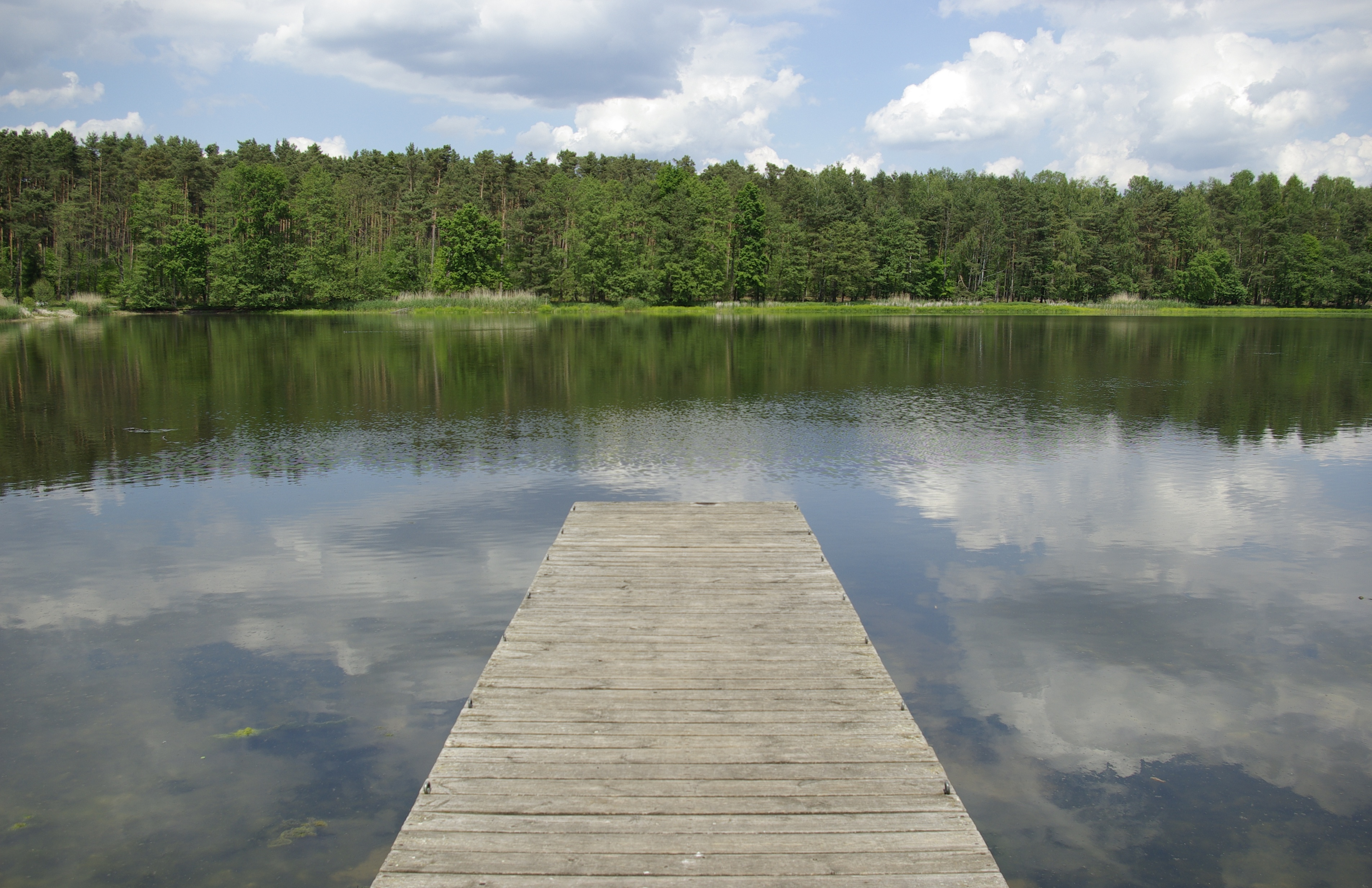
Großer Bischofsweiher

Die Mark ist ein gemeindefreies Gebiet und eine namens- und deckungsgleiche Gemarkung im mittelfränkischen Landkreis Erlangen-Höchstadt.
Der 20,94 km² große Staatsforst liegt nördlich von Erlangen am Nordrand der Dechsendorfer Weiher. Im Westen grenzen Heßdorf und Röttenbach an, im Norden Hemhofen, Heroldsbach und Hausen, im Osten Baiersdorf und Möhrendorf. Der Fürstberg ist mit 370,5 m die höchste Erhebung.
Die Gemarkung Mark ist in 225 Flurstücke aufgeteilt, die eine durchschnittliche Fläche von 93058,48 m² haben.
Die Gemarkung ist Teil des EU-Vogelschutzgebiets 6331-472 („Markwald bei Baiersdorf“), das verschiedene geschützte Vogelarten beherbergt, unter anderem Raufußkauz, Eisvogel, Ziegenmelker, Schwarzspecht, Sperlingskauz, Heidelerche, Wespenbussard, Mittelspecht, Grauspecht, und Haselhuhn. 
Das FFH-Gebiet 6332-371 („Markwald bei Baiersdorf“) nimmt 3,06 km² im nordöstlichen Teil der Gemarkung ein und beherbergt verschiedene geschützte Arten, unter anderem Bechsteinfledermaus, Hirschkäfer, und Eremit.